# Attila Zubor
Attila Zubor (Boedapest, 12 maart 1975) is een voormalig internationaal topzwemmer uit Hongarije, die zijn vaderland driemaal op rij vertegenwoordigde op de Olympische Spelen, te beginnen in 1996. Hij kwam vooral uit op de vrije slag. In 2001 werd hij uitgeroepen tot Hongaars zwemmer van het jaar.